# Balver Lüll
Das Balver Lüll ist eine alte Biermarke aus dem Ort Balve im Sauerland.

## Geschichte
Bereits im Jahre 1587, zur Zeit der Truchsess´schen Wirren, wurde das Bier vom Kölner Kurfürst Ernst von Bayern geschätzt und von seinem Küchenmeister in großen Mengen für die Arnsberger Residenz geordert. In den Jahren 1600 bis 1630, der Hochphase der Balver Bierproduktion, exportierte der Ort das Lüll nach einschlägigen Berichten in der Größenordnung von 1000 Tonnen jährlich, wobei eine zeitgenössische Tonne 125 Liter maß.
Der erste sichere Beleg für den Namen „Lüll“ (bzw. Lul) findet sich bei Hermann Stangefol im Jahr 1656 mit folgendem Text: „hier selbst wird ein zimliches Bier gebrawet / Lul genant“. Durch eine Lautverschiebung wurde daraus „Lüll“ (vgl. Johann Dietrich von Steinen), wobei der Name in späteren Veröffentlichungen mit „einlullen“, „lullaby“ etc. in Verbindung gebracht wurde. Zeitweise wurde er auch im derben Balver Platt mit „Lülle“ (= geschmackloses, fades Bier) beschrieben, von der man leicht „knülle“ wird. In einem Wörterbuch von 1882 wird der Spruch zitiert: „Bälvisk lüll dat stiget em an den krüll“ (Balver Lüll, das steigt einem zu Kopfe), wobei Krüll für Stirnlocke oder Haarwirbel steht.
Die Balver Brauerei Krüdewagen produzierte das Balver Lüll zuletzt noch um die Jahrhundertwende. Mit der Einstellung des Brauereibetriebs im Jahr 1910 endete die Produktion des Lüll vorläufig. Sie wurde 2025 von einigen Bewohnern aus Balve wieder aufgenommen. Die Wortmarke „Balver Lüll“ ist markenrechtlich geschützt.

## Herstellung und Vertrieb
Seit 2025 wird das Bier erneut gebraut bei der Iserlohner Waldstadtbraumanufaktur, einem Spezialisten für Craftbeer, unter Leitung von Braumeister Oliver von Wrede. Die fachliche Beratung des Balver-Lüll-Teams in der Phase der Planung und Entwicklung von 2021 bis 2025 erfolgte durch Braumeister a. D. Gerd Ruhmann.
Der Verkauf des Bieres erfolgt im Direktvertrieb, in Balver Gastwirtschaften sowie auf Veranstaltungen in und um Balve.